# Lettres de Ségovie
Les Lettres de Ségovie (ou Lettres des bois de Ségovie ou Lettres du bois de Ségovie) sont deux séries de lettres, envoyées par Philippe II d'Espagne à Marguerite de Parme, assumant la régence, rejetant les demandes d'abolition des ordonnances condamnant l'hérésie dans les Pays-Bas des Habsbourg. Ces lettres, datées des 17 et 20 octobre 1565, puis du 31 juillet 1566, marquent la détermination de Philippe II, fervent catholique, face à la montée de la Réforme aux Pays-Bas, qui menace l'intégrité du royaume d'Espagne. Ces décisions contribuèrent à l'éclatement de la Guerre de Quatre-Vingts Ans.

## Contexte
Philippe II poursuit la politique de répression des hérésies, entreprise par son père Charles Quint, avec plus de vigueur encore. Toutefois, ses décisions doivent affronter une contestation qui va croissant aux Pays-Bas. En 1565, le Conseil d'État néerlandais envoie son plus éminent représentant, Lamoral, comte d'Egmont, à la cour d'Espagne afin de plaider personnellement pour un allègement de la politique religieuse. Toutefois, celui-ci ne reçoit pas de réponse immédiate.
À cette époque, Philippe II partageait son temps entre divers lieux en Espagne (la construction de l'Escurial venait tout juste de débuter). Une de ses résidences préférées était La Casa del Bosque de Segovia, manoir au milieu des bois près de Ségovie. La correspondance du monarque lui prenait une grande part de son temps lors de ses séjours : plusieurs milliers de 'lettres de Ségovie' existent, mais les deux ensembles d'envois concernant la question de la politique religieuse aux Pays-Bas ayant fait suite à la visite du comte d'Egmont ont été retenues par l'historiographie sous le nom de Lettres de Ségovie.

## Les lettres
Les deux lettres d'octobre 1565 arrivent à Bruxelles début novembre, et constituent en fait les réponses aux lettres envoyées par Marguerite de Parme en juillet 1565, dans lesquelles elle formule de nombreuses demandes envers l'adoucissement de l'Inquisition et l'allègement des peines prononcées contre certains Anabaptistes pour qui elle demande grâce. Philippe rejette la totalité des demandes. Il utilise dans sa prose un ton quelque peu ennuyé, sous-entendant, en faisant référence à des lettres précédentes, qu'il lui semblait avoir été suffisamment clair concernant ce sujet.
Ces lettres ne firent qu'envenimer la situation aux Pays-Bas. En décembre 1565, un groupe de membres de la noblesse se constitua en mouvement politique, le Compromis des Nobles, en réaction directe aux lettres d'octobre. Ainsi, le 24 janvier 1566, Guillaume le Taciturne, prince d'Orange membre éminent du Conseil d'État, exprime publiquement son mécontentement face à la politique religieuse de Philippe II et menace de démissionner. Ces griefs parviennent de manière claire au pouvoir en place lorsqu'une pétition, signée par 300 membres du Compromis des Nobles, est remise à Marguerite de Parme le 5 avril 1566, demandant l'allègement des ordonnances condamnant l'hérésie.
Marguerite de Parme envoie alors en Espagne deux membres du Conseil d'État, le Marquis de Berghes et le Baron Florent de Montigny, ce dernier est le frère du Comte de Hornes, Philippe de Montmorency. Les émissaires sont porteurs de la pétition, et doivent obtenir une réponse positive. Toutefois, après leur avoir accordé audience, Philippe II mentionne, dans la deuxième série des Lettres de Ségovie du 31 juillet 1566, qu'il ne voit aucune raison de relâcher la pression. Il interdit aussi explicitement la convocation des États généraux des Pays-Bas, pourtant conseillée par Marguerite de Parme.

## Conséquences
Dans l'attente de la réponse que ferait Philippe II à la pétition, le gouvernement de Bruxelles suspend l'application des ordonnances. Cette décision enhardit les Calvinistes, certains d'entre eux revenant d'exil du fait du climat politique plus doux, d'autres organisant des rencontres religieuses en plein air attirant les foules. Bien qu'initialement pacifiques, elles furent ensuite à l'origine de troubles une fois la réponse de Philippe II reçue. À partir d'août 1565, une vague de destruction de représentations statuaires religieuses catholiques, la Crise iconoclaste néerlandaise (néerlandais : Beeldenstorm), s'empare du pays, et les Calvinistes s'emparent du pouvoir dans quelques cités, comme Valenciennes. Ceci pousse en 1567 Philippe II à envoyer une armée espagnole, commandée par Ferdinand Alvare de Tolède, troisième Duc d'Albe. La répression qui s'ensuit déclenche la Révolte des Gueux, prélude à la Guerre de Quatre-Vingts Ans.